# Saint-Aubin-du-Pavail
Saint-Aubin-du-Pavail är en kommun i departementet Ille-et-Vilaine i regionen Bretagne i nordvästra Frankrike. Kommunen ligger i kantonen Châteaugiron som tillhör arrondissementet Rennes. År 2018 hade Saint-Aubin-du-Pavail 838 invånare.

## Befolkningsutveckling
Antalet invånare i kommunen Saint-Aubin-du-Pavail
Referens:INSEE